# Harry Starck
Harry Starck (* 8. Dezember 1931 in Hamburg) ist ein deutscher Politiker (SPD). Er war von 1976 bis 1979 Mitglied des Landtags von Schleswig-Holstein.

## Ausbildung und Beruf
Harry Starck besuchte die Volksschule, dann die Mittelschule und eine zweijährige Handelsschule. Er absolvierte eine Lehre im Friseurhandwerk, legte die Gesellen-, später auch die Meisterprüfung ab und arbeitete seit 1955 als selbstständiger Friseurmeister.

## Politik
Starck trat im Jahr 1967 in die SPD ein. Für seine Partei war er seit 1970 in den Kreisverbänden Stormarn und Herzogtum Lauenburg als Vorsitzender der Arbeitsgemeinschaft Selbständige in der SPD (AGS) tätig, ab 1973 auch als stellvertretender Kreisvorsitzender Herzogtum Lauenburg. Im Jahr 1974 wurde Starck Landesvorsitzender der AGS Schleswig-Holstein.
Im Jahr 1970 wurde er in Mölln erstmals in die Stadtvertretung gewählt. Er war dort als ehrenamtlicher Dezernent für Schule und Kultur und ab 1975 als erster stellvertretender Bürgervorsteher tätig, bis er 1976 in den Landtag wechselte. Starck wurde am 29. Oktober 1976 Landtagsabgeordneter, als er für Günther Heyenn nachrückte, der sein Landtagsmandat niederlegte, nachdem er in den Bundestag eingezogen war. Starck blieb Abgeordneter des Kieler Landtags bis zum Ende der Legislaturperiode am 26. Mai 1979. Während seiner Zeit im Landtag war er Mitglied des Landesplanungsausschusses.